# Universidad George Mason
La Universidad George Mason (George Mason University en inglés), también denominada GMU o simplemente Mason, es una universidad pública cuyo campus principal se encuentra en el condado de Fairfax (Virginia) en Estados Unidos. 
La Universidad George Mason fue denominada así por el patriota revolucionario norteamericano George Mason. Fue fundada como parte de la Universidad de Virginia en 1957 y se declaró independiente en 1972. Desde su separación de la Universidad de Virginia, GMU ha construido tres recintos universitarios ubicados en los condados de Arlington, Prince William y Loudoun. Actualmente en GMU hay más de 30.000 estudiantes matriculados, lo que la convierte en la segunda mayor universidad en Virginia. GMU es reconocida por sus programas de derecho, economía, enfermería y estudios gubernamentales.

## Historia

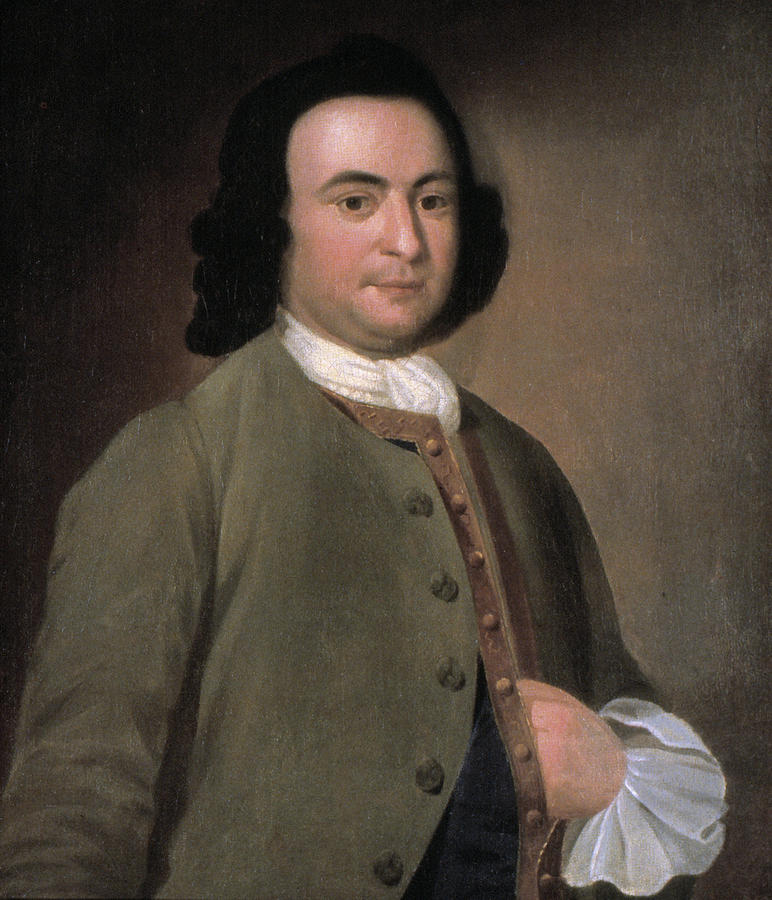
George Mason.

La Universidad George Mason fue nombrada en alusión al autor de la Declaración de Derechos de Virginia, que además fue delegado en la Convención Constitucional de Filadelfia por lo que es considerado como uno de los padres fundadores de la nación.
· En 1957 la Universidad George Mason se crea como una sede de la Universidad de Virginia.
· En 1958 la ciudad de Fairfax compra 150 acres (0.61 km²) que dona a la Universidad de Virginia, en los que se crea un campus universitario permanente.
· En 1959 el Comité de Asesores de la Universidad de Virginia selecciona el nombre permanente: George Mason “College” de la Universidad de Virginia.
· En 1960 se empezó un plan de edificación en el terreno de Fairfax para dar una mayor cabida al personal docente y estudiantil.
· En 1962 se empezó la construcción del campus de Fairfax en un terreno de 40 acres (160,000 m²).
· En 1964 la edificación estuvo completa en otoño. Este campus dio la bienvenida a 356 estudiantes.
· En 1966 la Asamblea General de Jurisdicción Local de los condados de Arlington, Alexandria y Falls Church autorizan un presupuesto de 3 millones de dólares para la compra de terrenos de un área de 600 acres (2.4 km²) para el campus universitario de Fairfax. La universidad pasa a formar parte del nivel regional académico, elevando el grado y la capacidad para otorgar licenciaturas de cuatro años (en inglés, bachelor) y títulos de postgrado, doctorado y máster.
· En 1972 el gobernador de la Asamblea General de Virginia establece que la Universidad George Mason pase a ser una institución independiente y forme parte del sistema mancomunado de “colleges” y universidades. Consecuentemente, la universidad como institución autónoma desarrolla un plan de innovación, atrayendo renombrados catedráticos de diversas especialidades.
· En 1972, GMU nomina como parte de su personal docente, al prominente profesor James Buchanan ganador del premio Nobel de Economía.
· En 1978, GMU compra los terrenos pertenecientes a tienda Kann en Arlington.
· En marzo de 1979, la Asamblea General de Virginia autoriza el establecimiento de la Facultad o Escuela de Derecho (School of Law, SL) como parte de la GMU (GMUSL) y la toma de los ámbitos adquiridos en Arlington.
· En 1979 se empieza la construcción de los edificios para la Facultad de Derecho en el campus de Arlington.
· En 1979 GMU registra todos sus programas de deporte dentro de la Asociación Nacional de Atletismo de Colegiatura (NCAA) en la División I, contando con la participación de 11,000 estudiantes.
· En 1980, GMUSL recibe una acreditación provisional de la Asociación de Derecho Americana (American Bar Association) en Arlingon, Virginia.
· En 1985 GMU, afiliada con la Autoridad Regional de los Parques del Norte de Virginia, promociona la Educación al Aire Libre. Con un área de 225 acres, el Parque Regional Hemlock Overlook ofrece a los estudiantes actividades relacionadas con el hábitat natural del Norte de Virginia y parte de los suburbios de Washington, D.C. Este parque está ubicado en Clifton, Virginia.
· En 1986 GMU, recibe la ratificación de aprobación para el funcionamiento de la facultad o Escuela de Derecho de la Universidad George Mason (GMUSL). Por la Asociación Legal de Derecho Americana (American Bar Association).
· En 1982 GMU da apertura al campus de Arlington, ubicado a dos cuadras de la estación de tren llamada VA Square-GMU station. Asimismo en este año se creó el logo de la universidad, el cual fue actualizado en el año 2004.
· En 1986 el Cuerpo de gobierno y el Comité de asesores aprueban un plan estructural para la matrícula de 20,000 estudiantes a tiempo completo.
· En 1991 se establece el Instituto de Estudios Avanzados, con el nombre de la rusa Shelley Krasnow. Este instituto fue creado para promulgar los estudios de investigación interdisciplinarios de ciencia neuro-molecular, psicología connotativa y ciencias técnicas y computacionales e inteligencia artificial. Entre los docentes con honores de este instituto se encuentran dos galardonados con el Nobel: Munray Gell-Mann y Herbert Simon.
· En 1992 en la ciudad de Manassas en Virginia, GMU abre el Instituto de Estudios Avanzados en condición temporal. Pero durante el intervalo de este mismo año GMU adquiere los títulos de propiedad de un terreno de 124 acres (0.50Km²). En esta nueva dirección sobre la Ruta 234 a 16 km al sur de la ciudad de Manasas, perteneciente al condado de Prince William VA se empiezan a dar las clases permanentes.
· En 1995 GMU provee a 5,000 estudiantes con recintos adyacentes al campus universitario de Fairfax.
· En 1997 el Instituto de Estudios Avanzados, con los laboratorios de investigación de neurobiología e inteligencia artificial, pasa a establecerse como lo que ahora se conoce como el Campus de Prince William que acoge 5,000 estudiantes. Asimismo, otorga programas doctorales de investigación avanzada.
· Entre 2002-2003 se forma un plan de manejo de los 225 acres en el Parque Regional de Hemlock . Con la participación de la directora Susan Johnson (GMU) y el comité de la Autoridad Regional de los Parques del Norte de Virginia, se organiza una estrategia para el desarrollo en grupo. El Parque de Estudio al Aire Libre (Outdoors Education) alberga un flujo de 25,000 personas como promedio anual. Como participantes de este entorno tenemos profesores, estudiantes, trabajadores y visitantes de diversas edades.
· En 2005 se otorga a GMU 25 millones de dólares para crear laboratorios de Bio-contaminación en el Campus de Prince Willliam en Manassas. Esta donación fue generada por el Instituto Nacional de Alergias e Infecciones e Enfermedades (NIAID).
· En 2006 GMU, en consorcio internacional con los Emiratos Unidos de Arabia abre un campus de estudios Ras Al-Khaimah, localizado en el Medio oriente. Este campus ha paralizado sus operaciones en 2009 debido al deterioro económico mundial.
· En 2006 GMU, observó un rápido crecimiento de la ciudadanía estudiantil, se registró 29,889 estudiantes, pasando a ser la segunda universidad más grande del estado de Virginia. A pesar de que GMU fue una de las últimas universidades en establecerse,
· Para el año 2011, GMU espera un promedio de 35,000 alumnos y con capacidad de albergar 7,000 alumnos residentes en los recintos adyacentes.
· Durante la última década previa al año 2009 GMU ha obtenido gran distinción a nivel nacional debido a su política creadora en los diferentes campos como la Información y tecnología, los estudios en economía, los programas de análisis y resolución y ciencias biológicas. Además, GMU cuenta con programas de ciencias aplicativas como es la industrial, Organización psicológica, Ciencias de computación neura-biológica, Investigación proteómica. Por otra parte, la Escuela de Leyes de la Universidad George Mason ha adquirido un reconocimiento nacional en la última década, y los programas de arte clásico (música y teatro) de GMU han obtenido gran prestigio y numerosos galardones.
· GMU también mantiene un Centro de Educación Global que, en consorcio con otros países en diferentes continentes ofrece docenas de programas de duración limitada variando entre algunas semanas o semestre completo.
· GMU cuenta con el respaldo para sus investigaciones con infinidad de instituciones, como la NASA, la Institución Nacional de Salud, la Fundación Nacional de Ciencia y Defensa e Investigación Avanzada y el Centro de Seguridad e Información de Sistemas.

## Campus

### Fairfax

#### Diseño y construcción

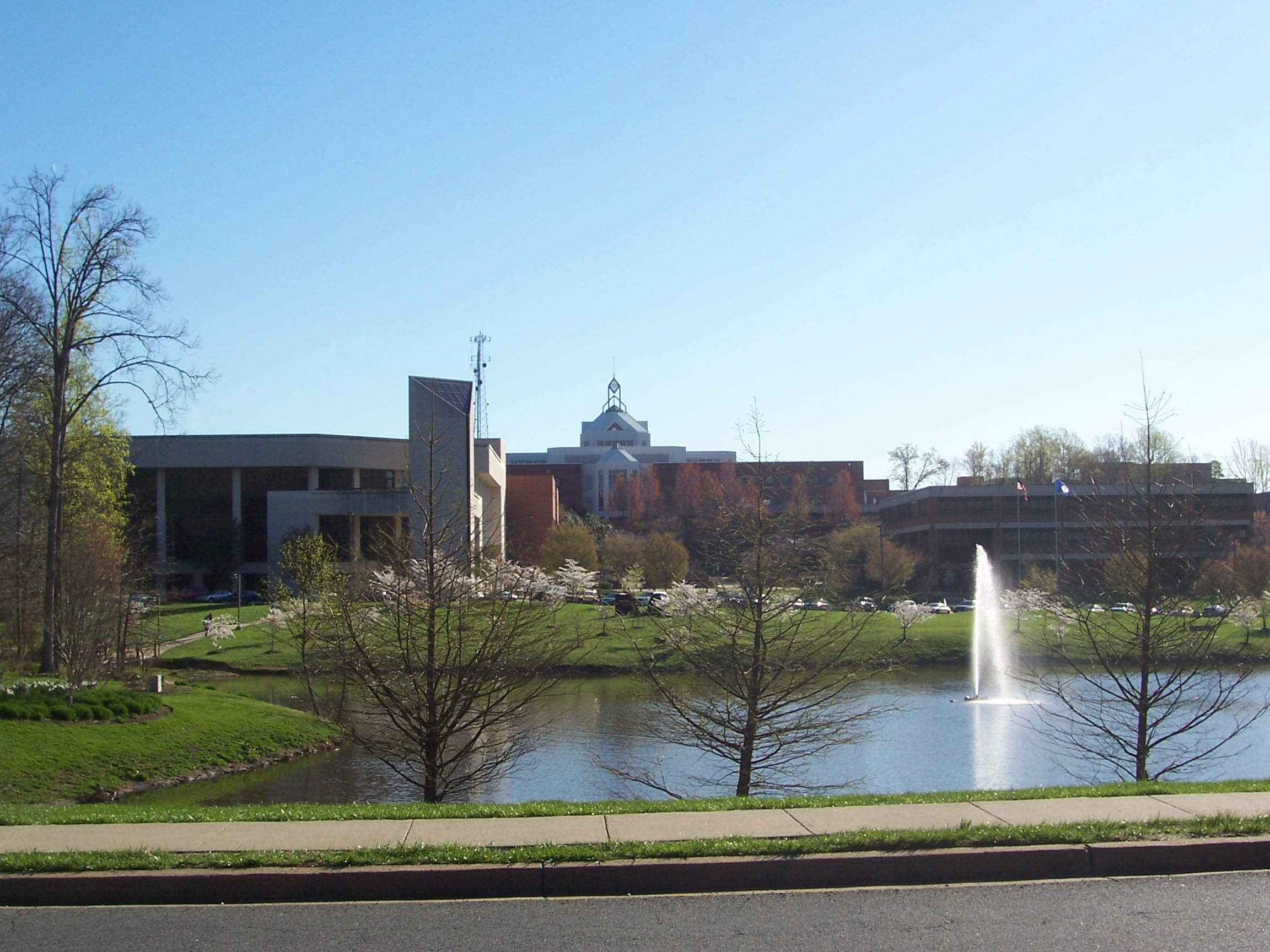
El estanque de la Universidad George Mason.

A principios de 1960, había solo cuatro edificios alrededor del césped del campus de Fairfax, llamados Este, Oeste, Norte (más tarde, Krug Hall) y Sur (más tarde, Finley Hall) que habían sido construidos a imitación de la Universidad de Virginia en Charlottesville. La arquitectura de estos edificios intentó reflejar las ideas de Thomas Jefferson sobre el uso del ladrillo rojo las columnas verticales blancas y el techo de tablilla vertido.
Más adelante se construyeron la biblioteca Fenwick y un edificio para clases llamado Lecture Hall. En 1977 se construyeron las primeras residencias estudiantilies y en los años ochenta, se produjo una gran expansión con la construcción de aproximadamente un edificio por año, como el famoso Patriot Center. 
En los últimos años se ha seguido construyendo sin descanso, tanto edificios con aulas equipadas con la tecnología más moderna, como Innovation Hall o Research I, como apartamentos y residencias estudiantiles. 
El plan de desarrollo actual también incluye la construcción de un hotel, un centro de congresos y más edificios residenciales.

#### Alojamiento

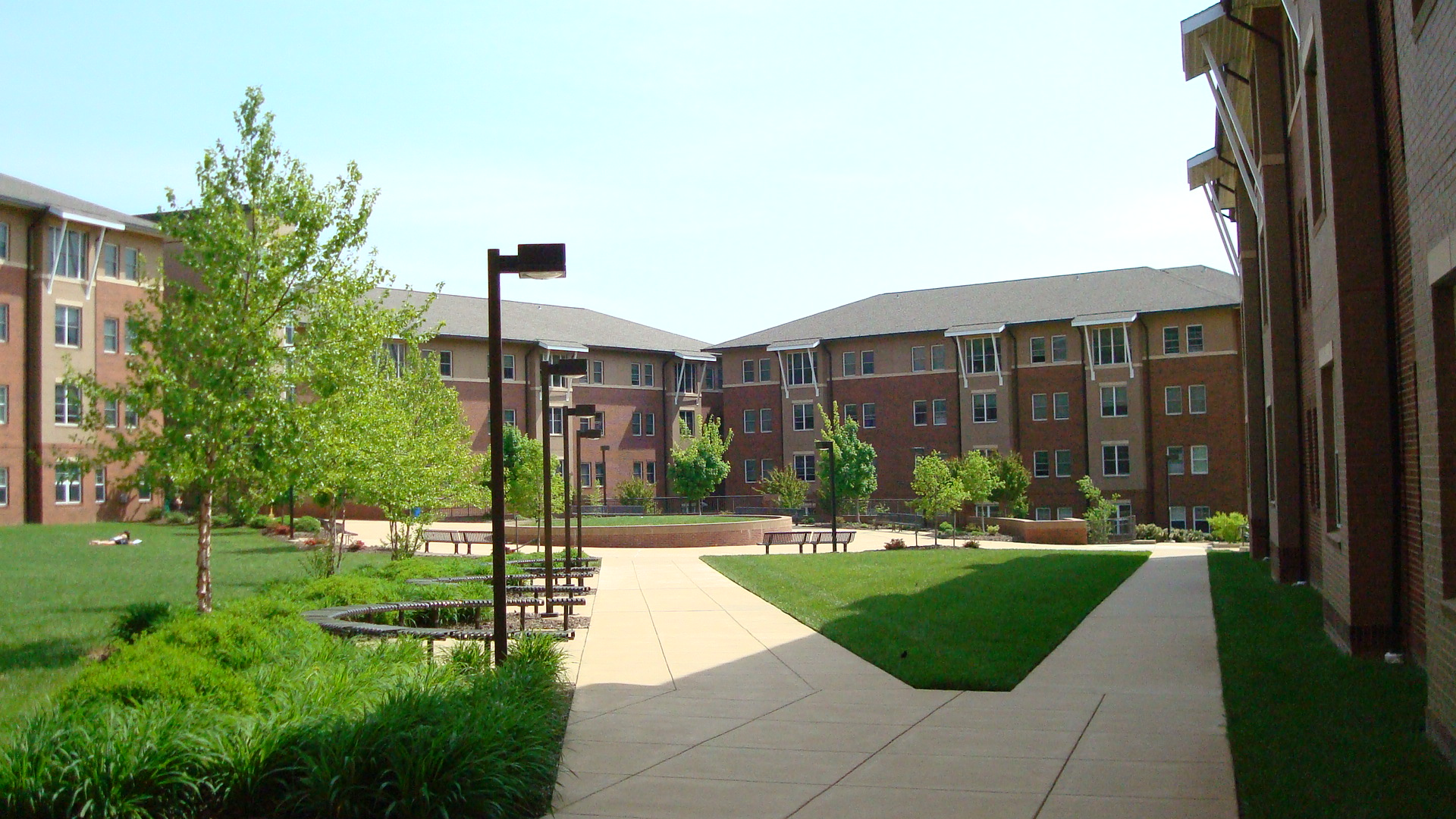
Residencias de Liberty Square.

El único campus con residencias estudiantiles es el de Fairfax. Tiene cinco áreas que alojan a unos 5,000 estudiantes: President's Park, DUCC (Dominion Hall, University Commons y Commonwealth Hall), TAP (casas y apartamentos de estudiantes), YRC (Liberty Square y Potomac Heights) y la nueva área de Chesapeake (Tidewater, Blue Ridge, Shenandoah, Piedmont y Northern Neck). En la actualidad se está construyendo otra zona que albergará a unos mil estudiantes más.
En York River Corner se encuentra Liberty Square y Potomac Heights, construidos en 2003. Cada edificio de YRC aloja a unos 500 estudiantes de los cursos superiores. Los apartamentos, para dos, cuatro o seis personas, están amueblados.

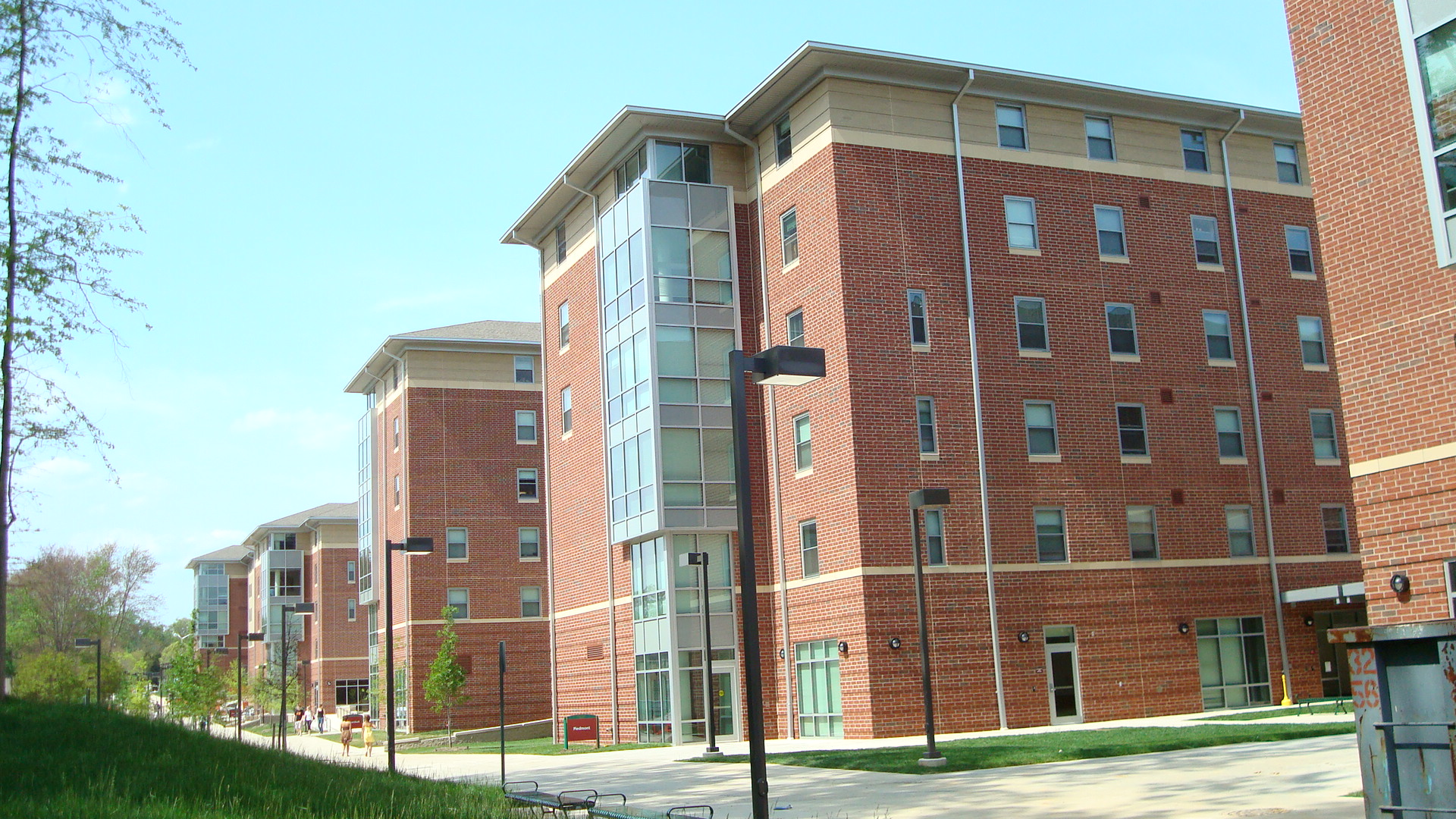
Residencias de la zona noreste.

En Chesapeake se encuentran los edificios Tidewater, Piedmont, Blue Ridge , Shenandoah y Northern Neck. En Northern Neck hay apartamentos mientras que en los otros edificios hay suites. También hay una sala de reuniones, una tienda, un gimnasio y una zona para comer.

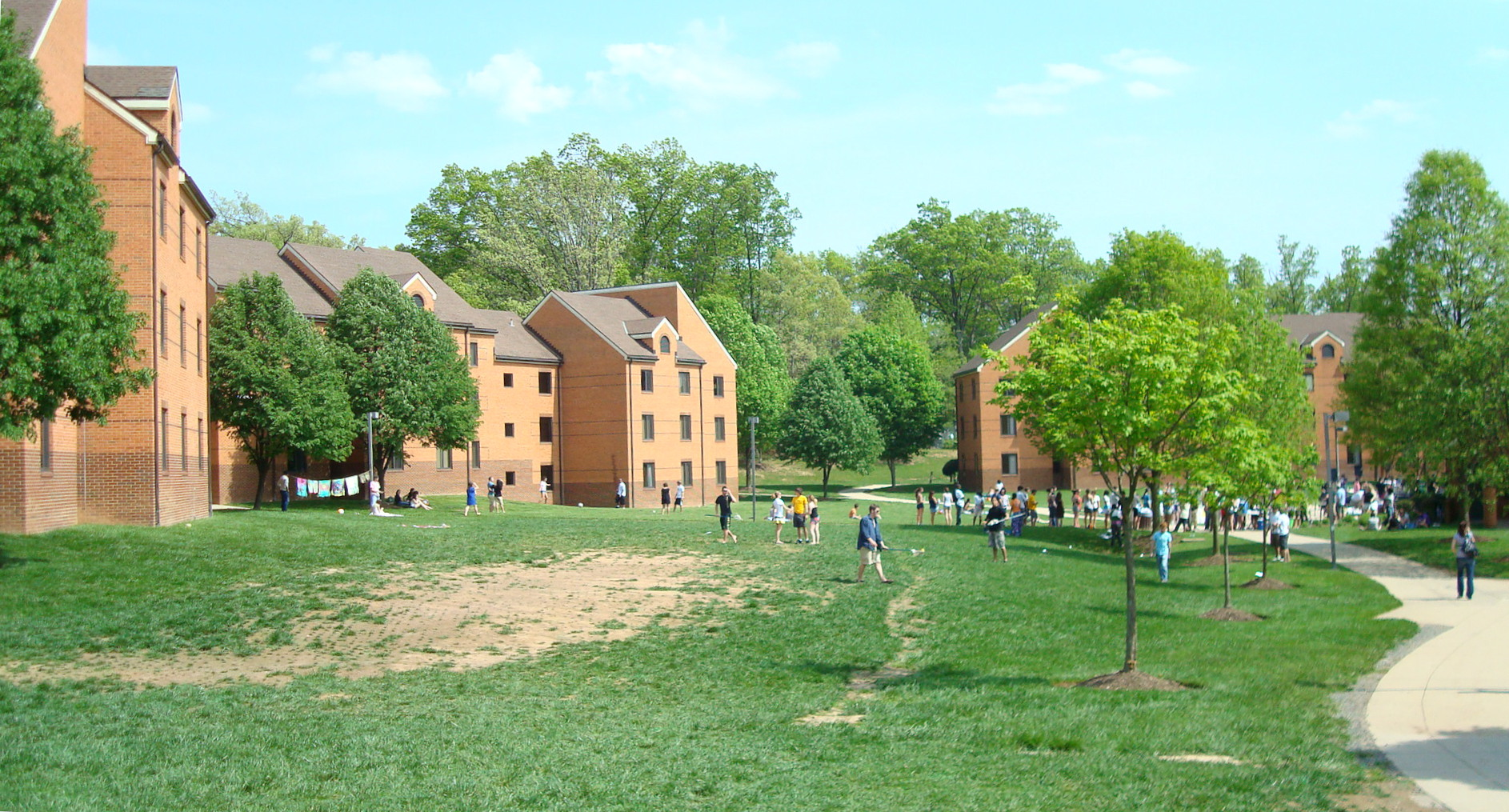
Residencias de President's Park.

President's Park se inauguró en 1989 y es la zona residencial más grande, con más de mil estudiantes divididos en residencias de dos, tres o cinco personas. Hay trece edificios bautizados con el nombre de antiguos presidentes de los Estados Unidos. En esta zona sólo se alojan estudiantes que están cursando su primer año de estudios. En los edificios hay salas de estudio, máquinas para comprar comida y salas de televisión.
En Dominion Hall, University Commons y Commonwealth Hall, también conocidos como DUCC, se alojan aproximadamente mil estudiantes de los primeros cursos pero sobre todo de los últimos años de la carrera. Dominion y Commonwealth Hall fueron construidos en 1981. Son edificios de cinco plantas con suites dobles para estudiantes de los cursos superiores. University Commons fue construido en 1986 y está formado por ocho edificios.
Las casas y los apartamentos y Patriots Village albergan aproximadamente a 1,000 estudiantes de los cursos superiores. Las casas y apartamentos se construyeron en 1987, y Patriots Village está formado por módulos construidos entre 1984 y 1988. 
En todas las residencias, hay voluntarios que se llaman consejeros residenciales a los que los estudiantes se pueden dirigir cuando tienen problemas.

#### Vida universitaria

##### Johnson Center
Como su nombre indica, el Johnson Center, apodado "JC”, funciona como "el centro" social del campus de Fairfax. El JC fue construido en el año 1995. Recibió el nombre de un presidente de la universidad que trabajó en ella durante 18 años. El JC provee muchos servicios a los estudiantes. Primero, funciona como un sitio para reunirse y divertirse. El JC contiene una plazoleta de comida, dos restaurantes y un café. Tiene cuartos para reuniones, una emisora de radio y un cine. Para eventos muy grandes, dispone del centro de conferencias Dewberry Hall. Es la sede de conferencias que interesan a los estudiantes, como las de trabajos y prácticas. El JC adicionalmente sirve las necesidades académicas de los estudiantes. Tiene una biblioteca y muchas áreas para estudiar. Hay una librería, donde los estudiantes pueden comprar todo lo que necesitan para sus clases. En el JC también hay muchos eventos y ha recibido la visita de numerosos personajes célebres. Estos eventos incluyen emisiones de juegos de baloncesto y los eventos históricos, como la inauguración del presidente Barak Obama. Algunos de los oradores que han visitado el JC son John Kerry (2004), Hillary Clinton (2008) y Barak Obama (2007).

##### Centros de estudiantes (Student Unions, en inglés)
El campus de Fairfax tiene dos centros de estudiantes, que se llaman SUB (Student Union Building) I y SUB II. En SUB I se encuentra el ambulatorio de la universidad, cuartos para reuniones, áreas para estudiar y unas oficinas de la universidad. Muchas de estas oficinas sirven a los estudiantes, como la de los servicios de carreras. También contiene el restaurante Damon’s, un café y el restaurante Chik-fil-A. En SUB II se encuentra la oficina de correos, las oficinas donde se adquieren los planes de comidas y la identificación de los estudiantes. Además hay unos cuartos de reuniones y salones de baile.

##### Patriot Center
El Patriot Center es un estadio de baloncesto que tiene capacidad para 10,000 personas y es la sede de muchos eventos divertidos. Además de ser la casa del equipo de baloncesto de George Mason, el Patriot Center presenta más de 100 eventos cada año. Estos eventos han incluido los conciertos musicales (de las Goo Goo Dolls y Bob Dylan, por ejemplo), El Grupo de Hombres Azules y el circo de Barnum y Bailey.

##### Center for the Arts
El Center for the Arts es una sala de conciertos que tiene capacidad para 2,000 personas. Fue construido en 1990, y en él se llevan a cabo muchas presentaciones de baile y drama. También exhibe exposiciones artísticas. Presenta las producciones de los estudiantes y las de otras organizaciones profesionales. Los boletos para El Centro de Las Artes son gratis para los estudiantes, como los partidos.

##### Gimnasios
La Universidad George Mason tiene tres gimnasios. El primero de éstos es el Field House, que tiene una pista cubierta donde practican los atletas de la universidad. Hay dos gimnasios que están abiertos a toda la comunidad. Estos son el Aquatic Center y Skyline Fitness. El Aquatic Center fue construido en 1998 y costó $11 millones de dólares. Tiene una piscina cubierta olímpica, una piscina de recreo con agua caliente y otras atracciones. También tiene una sauna y una cuarto de ejercicio con dos niveles con pesas y máquinas de ejercicios. Además, el Aquatic Center ofrece clases para los estudiantes y la comunidad. El Skyline Fitness tiene una pista para el baloncesto y un cuarto de ejercicio con las pesas y las máquinas de ejercicios. El uso de estos gimnasios es gratis para los estudiantes.
Eventos Importantes
Durante el año, GMU organiza muchos eventos para que los estudiantes puedan divertirse y demostrar su apreciación para la universidad. Uno de estos eventos es el regreso a casa, que se celebra en febrero, durante la temporada del baloncesto. Antes del juego de regreso a casa, la universidad da una fiesta con juegos, comida gratuita y otras diversiones. Otro de estos eventos es El Día de Mason, que ocurre al fin de abril. Es un festival con juegos, rifas y conciertos musicales para celebrar la universidad y sus estudiantes.

### Arlington
El campus de Arlington fue establecido en el año 1979 por la Asamblea General del estado de Virginia para el uso de la Facultad de Derecho. En 1980, los programas profesionales y los de los graduados también fueron ofrecidos en el campus. Desde entonces, el campus ha crecido para ofrecer una multitud de postgrados. El campus de Arlington empezó su primera fase de su expansión en el año 1998. El edificio Hazel Hall fue completado para albergar la Facultad de Derecho, el Mercatus Center y el Institute for Humane Studies. La segunda fase fue completada en el 2007 para albergar el Colegio de la Política Pública, de la Educación y el Desarrollo Humano, de la Tecnología Informática e Ingeniería, la Escuela de Gestión, el Instituto de Análisis y Resolución de Conflictos, de la Ciencia de Computación, de las Artes Interpretativas y servicios de apoyo académico para los estudiante. El campus de Arlington está situado aproximadamente a dos bloques de la parada de Metro Virginia Square-GMU en la línea anaranjada.

### Prince William
El campus de Prince William abrió el 25 de agosto de 1997 en el condado de Manassas. Además de ofrecer programas para la información tecnológica, también hay un énfasis en la bioinformación, la biotecnología, las biociencias forénsicas y los programas de investigación. El campus también ofrece programas creados a base de instrucción, investigación y asociaciones públicas/privadas en el área del condado de Prince William. El campus posee el Verizon Auditorium que tienen capacidad para 300 personas; Freedom, el centro de deportes y de recreos náutico, y el centro de Artes Interpretativas. Otros edificios que forman parte del campus de Prince William son el Occoquan Building, Bull Run Hall y el Discovery Hall.

### Loudoun
El campus de Loudoun abrió en 2005 en una sede temporal. Ofrece cursos de enfermería, ciencias de salud, educación, tecnología informática y administración. Mason es conocida como una de las universidades con bastantes estudiantes que han transferido de otros institutos, estudiantes que ya son adultos y estudiantes graduados. La universidad mantiene una buena comunicación y acuerdo con Northern Virginia Community College (NVCC). Tener un campus en Loudoun ayuda a que los que recién graduados de NVCC en el recinto de Loudoun se matriculen en GMU-Loudoun para seguir sus estudios.

## Programas académicos
Definición de los programas de estudio
Para llevar a cabo las metas de la excelencia en los estudios interdisciplinarios y en la enseñanza, GMU ha hecho una serie de cambios necesarios en los últimos años, como añadir muchos programas nuevos. También, esta universidad ha repensado la estructura tradicional de la universidad. Actualmente, la universidad ofrece más que cien titulaciones de grado y posgrado.
Diferentes facultades y escuelas
La inverstigación en la Universidad George Mason está organizada en centros, laboratorios y programas de colaboración. Esta universidad está dividida en trece facultades. Estas facultades son la facultad de Humanidades y Ciencias Sociales, la facultad de Educación y Desarrollo Humano, la facultad del Nuevo Siglo, la facultad de Enfermería y Ciencias de la Salud, la facultad de Artes Visuales e Interpretativas, el Instituto de Análisis y Resolución de Conflictos, el Instituto de Krasnow de Estudios Avanzados, la Escuela de Ciencias Computacionales, la Escuela de Tecnología Informática y Ingeniería, la Escuela de derecho, la Escuela de Política Pública, la facultad de Ciencias y la Escuela de Gestión.
Estadísticas
George Mason es una universidad muy joven. Por eso, esta universidad no se rige por maneras tradicionales y antiguas de pensar. George Mason fue la primera universidad en los Estados Unidos en ofrecer programas de doctorado en Análisis y Resolución de Conflictos, Informática de Biología, Ciencias Sociales Computacionales y Tecnología Informática. Además, esta universidad ha introducido un título de postgrado en Biodefensa. También, George Mason fue la primera universidad en los Estados Unidos en establecer una escuela de ingeniería, en la que concentra en la tecnología informática en vez de las ingenierías tradicionales. El programa de estudiar en el extranjero del El Centro para la Educación Global es muy famoso en todo los Estados Unidos. Este programa ofrece docenas de programas semenales, mensuales, semestrales y anuales.
Nuevas titulaciones
En los últimos años, George Mason ha añadido treinta titulaciones nuevas. Estas titulaciones incluyen algunas titulaciones avanzadas en las Dinámicas del Clima, la Seguridad Informática y la Neurociencia. Además, esta universidad ha introducido los titulaciones de grado en Análisis y Resolución de Conflictos, los Asuntos Internacionales, los Cambios Internacionales y del Ambiente y los Estudios de Películas y Videos.
La clasificación imponente de << U.S. News and World Report >>
En el veintidós de agosto de 2008 el << U.S. News and World Report >> nombró a GMU la universidad más prometedora y con más crecimiento. Esta lista constó de setenta colegios y universidades de los Estados Unidos que han hecho cambios muy prometedores e innovadores en los programas de estudios, profesorado, estudiantes, campus o edificios.

## Bibliotecas
GMU tiene cinco bibliotecas. Una en cada uno de sus campus fuera de Fairfax y dos en el campus central. En total, las bibliotecas tienen casi dos millones de libros. La biblioteca principal en el campus de Fairfax se llama Fenwick; la otra se encuentra en el edificio estudiantil llamado Johnson Center. Allí los fondos de la biblioteca, menores que los de Fenwick, se encuentran en el segundo y tercer piso. La biblioteca Fenwick tiene en sus fondos más de un millón de libros al igual que un sinnúmero de revistas humanísticas y científicas, además de periódicos y publicaciones gubernamentales.
Las bibliotecas de George Mason tienen un recurso singular: una colaboración entre las nueve universidades más prestigiosas del norte de Virginia, el sur de Maryland y DC. Un estudiante puede ver todo lo que esas bibliotecas ofrecen y pedir un libro de cualquier biblioteca que lo tenga a través de Internet. Después de pedirlo de la otra biblioteca, el estudiante puede recoger el libro en la biblioteca de Mason en un par de días.
El 31 de marzo de 2016 la universidad inauguró los nuevos locales de la Biblioteca Fenwick. Un extraordinario edificio con todos los avances de la última tecnología. El horario de servicios para los usuarios es de 8:00 de la mañana a 12:00 de la noche. Durante la semana de exámenes (principios de mayo y mediados de diciembre) la biblioteca permanece abierta 24 horas. Se estudia la posibilidad de extender este horario todo el año.

## Diversidad estudiantil
La Universidad George Mason en el estado de Virigina cuenta con un cuerpo estudiantil muy diverso. Tanto que en el año 2002, la compañía de preparación educativa Princeton Review nombró su campus como el "más diverso en el país" y la número cuatro de la misma categoría en el 2008.
La mayoría de su cuerpo estudiantil sigue siendo blancos/caucásicos (50.8%) durante los años 2007-2008, pero el resto de la composición está dividida de la siguiente manera: asiáticos (12.4%), estudiantes no-residentes de EE. UU. (5.9%), afro-americanos (7.1%), latinos (5.7%), e indio-americanos (0.3%) con un 17.8% que no declaran su raza. Con eso, se ve que los estudiantes de minorías actualmente constituyen el 25.5% de la matriculación de 30,332 estudiantes en total.
Conforme va creciendo el número total de estudiantes, aumenta la diversidad étnica entre los que asisten a la universidad. George Mason es una de las más diversas entre todas las instituciones que son financiadas con dinero público en el área metropolitana de D.C. Aquí hay más de 200 organizaciones estudiantiles registradas que están abiertas a todos los estudiantes. Entre ellas, hay más de 15 organizaciones asiáticas, 14 afro-americanas y seis organizaciones latinas. No incluidas en esta lista, la universidad también cuenta con muchas organizaciones 'griegas' (fraternidades y hermandades femeninas) que son parte del National Panhellenic Council. Hay algo para todos los que buscan formar parte de un grupo social y alguna manera de trabajar en su comunidad.
En celebración de la diversidad étnica de sus estudiantes, George Mason, a través de sus organizaciones estudiantiles, lleva a cabo una semana llena de exhibiciones dedicadas a las diversas culturas representadas en su campus en el mes de abril cada año. Durante esta semana titulada "International Week" los jóvenes se juntan de acuerdo a país de origen para compartir sus bailes, sus comidas y su música nativa. El punto culminante de esta semana de festividades es el gran desfile cultural. Allí uno o dos estudiantes se unen por cada país participante, se visten con ropa típica de su país y marchan por todo el campus llevando su bandera con orgullo.
Las autoridades académicas y administrativas de GMU, localizada muy cerca de la diversa e internacional ciudad de Washington, D.C., dicen "estar orgullosos de sus estudiantes de toda raza, etnia, nacionalidad, orientación sexual y género". En pocas palabras, en George Mason, las diferencias son lo que une al estudiantado y al profesorado.

## Publicaciones y medios de comunicación
GMU cuenta con dos publicaciones oficiales impresas: Broadside, el periódico de los estudiantes, y Mason Gazette, el periódico publicado por la universidad. Muchos estudiantes leen ambas publicaciones para informarse sobre los sucesos de la universidad, pero Broadside ofrece el punto de vista de las vidas de los estudiantes. La universidad también opera una estación de radio del campus llamada WGMU. La estación de radio ofrece música, entretenimiento, noticias, y asuntos públicos relacionados con la Universidad. Mason Cable Network ofrece entretenimiento e información en acceso público en el canal 89. 
Mason también cuenta con las siguientes publicaciones:
Connect2Mason, un sitio de web de convergencia de medios de comunicación de masas y noticias
VoxPop, una revista de estudiantes
Phoebe, una revista literaria de los estudiantes licenciados
So to Speak, una revista literaria feminista
GMView y Senior Speak
New Voices in Public Policy, la revista de los estudiantes de política pública
DigitalCampus, un “podcast” del Centro de História y Nueva Media
Hispanic Culture Review, una revista bilingüe (español e inglés) sobre literatura y cultura hispánicas 
Entre aproximadamente 1993 y 1998, en GMU también se publicaba The Fractal: Journal of Science Fiction and Fantasy. En otoño de 2008, The Mason Squire empezó a publicarse en el campus. Es un periódico web de artículos de noticias falsas con críticas de la universidad, y su audiencia está creciendo rápidamente entre la población de estudiantes.

## Organizaciones estudiantiles
Hay una gran variedad de organizaciones para estudiantes en GMU. Hay organizaciones académicas, organizaciones religiosas, organizaciones de voluntarios, organizaciones para las ciencias y la tecnología y organizaciones de los "griegos". Oficialmente, “la vida de los 'griegos'” no existe en George Mason. George Mason tiene “la vida de las fraternidades y hermandades” para eliminar la confusión entre la población muy variada de los estudiantes. Los "griegos" tienen cuatro consejos diferentes: InterFraternity Council (IFC)- las fraternidades, Panhellenic Council (PHC)- las hermandades, Multicultural Greek Council (MGC)- las fraternidades culturales y National Pan-Hellenic Council (NPHC)- las fraternidades afroamericanas. La Universidad George Mason tiene quince fraternidades en IFC, seis hermandades en PHC, cinco fraternidades en MGC y nueve fraternidades en NPHC. Todas de las fraternidades tienen valores similares: excelencia académica, liderazgo y filantropía. Normalmente las fraternidades en IFC y PHC tienen uno o dos eventos grandes de filantropía cada año, mientras que NPHC y MGC tienen una serie de eventos pequeños durante el año.
La semana de los "griegos"
La semana de los "griegos" es probablemente el evento más conocido sobre la vida de las fraternidades y hermandades. La semana de los "griegos" es durante el semestre de primavera, normalmente durante marzo. Hay una serie de eventos durante la semana, como Shack-a-thon donde cada fraternidad construye una casa pequeña y vive en ella dos días, diferentes deportes, competiciones de inteligencia, un acto filantropía común para donar fondos en el fin de la semana y "Greek Sing". Las organizaciones que participan en Greek Sing, presentan un gran espectáculo de diez a quince minutos de duración con un tema que incluye trajes extravagantes, fondos, una exposición de luces, presentaciones multimedia, bailes, canciones y acrobáticos.
¿Hay alojamiento para los "griegos"?
La Universidad George Mason no tiene alojamiento tradicional para las fraternidades y las hermandades. Varias hermandades de PHC tienen “pisos de vivir y aprender” en University Commons. Alpha Omicron Pi tiene un piso hasta 2004, Gamma Phi Beta tiene un piso hasta 2006 y Alpha Phi tiene un piso hasta 2007.
¿Tiene interés en formar una parte de una fraternidad de George Mason?
PHC tiene un reclutamiento formal cada otoño durante un fin de semana. El reclutamiento informal es durante la primavera. IFC tiene una semana específico durante el otoño y la primavera para demostrar su fraternidad a personas posibilidades. Esta semana tiene regulaciones pero no hay una lista en total de los participantes. Se recomienda ponerse en contacto con la oficina de actividades de estudiantes para tener más información sobre las fraternidades de George Mason.

## Deportes
Los equipos de la Universidad George Mason se llaman “los Patriotas" (The Patriots, en inglés). Los equipos masculinos y femeninos de GMU participan en la Primera División de la NCAA y son miembros de la Asociación Atlética Colonial, o CAA. Los colores de la Universidad son verde y oro. George Mason ha ganado dos campeonatos de la Primera División de la NCAA: en 1985, fútbol femenino y en 1996, atletismo masculino.

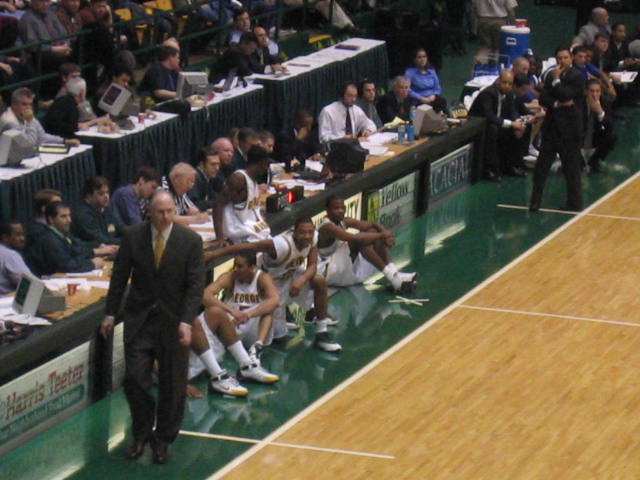
Partido de baloncesto de los Patriots.

La Universidad George Mason fue objeto de la atención pública en marzo de 2006, cuando el equipo de baloncesto masculino quedó clasificado para los cuartos de final del Torneo de la NCAA al vencer a los Spartans de Universidad de Michigan State, los Tar Heels de North Carolina, que eran los campeones que defendían el título, los Shockers de Wichita State y los Huskies de Connecticut (clasificados como primeros). Su viaje se acabó en los cuartos de final con una derrota ante el equipo que después ganaría el campeonato, los Gators de Florida, por un tanteo de 73-58. A consecuencia del éxito del equipo en el torneo, los Patriots fueron los octavos en la votación final de ESPN y USA Today en la temporada 2005-2006. Los periódicos New York Times, Washington Post, Baltimore Sun y USA Today hablaron de las victorias de Mason en sus primeras páginas y para muchas publicaciones, la hazaña del equipo de baloncesto masculino de GMU fue considerada la mejor historia de deportes del año.
Los Patriots, que nunca habían ganado un partido del torneo NCAA antes de 2006 se convirtieron en el primer equipo de la CAA en colarse en los cuartos de final y fueron el primer equipo de la conferencia desde 1979 en hacerlo. Los Patriots también fueron junto a LSU, el equipo clasificado más bajo en llegar a cuartos de final (los dos lo hicieron desde el puesto #11; LSU lo hizo en 1986).
En 2008 después de ganar el Torneo de la CAA, los Patriots volvieron a participar en el torneo de la NCAA. Quedaron duodécimos y jugaron contra Notre Dame (clasificados en quinta posición). Los Patriots fueron incapaces de hacer otro milagro, perdiendo contra Notre Dame por un tanteo de 68-50.